# Angelo Bernabucci
Angelo Bernabucci (Roma, 18 febbraio 1944 – Roma, 26 aprile 2014) è stato un attore italiano.

## Biografia
Venditore di libri di professione, ha iniziato a lavorare nel cinema a 44 anni, quando Carlo Verdone gli propose di recitare una parte in Compagni di scuola (1988), dopo aver intuito le sue doti comiche assistendo a una conversazione tra Bernabucci e i titolari di un'officina nei pressi di piazza Farnese.
Nella serie dei film di Fantozzi, con Paolo Villaggio, appare in Fantozzi alla riscossa, Fantozzi in paradiso e in Fantozzi - Il ritorno. Lavorò nuovamente con Carlo Verdone in Perdiamoci di vista (1994), mentre Christian De Sica lo chiamò per un ruolo più rilevante in Simpatici e antipatici (1998). Per ben tre volte ha recitato in coppia con Maurizio Mattioli: in Fratelli d'Italia (1989) e in Tifosi (1999) recitano la parte di due ultras tifosi della Roma, e in Vacanze di Natale '95 (1995) fanno una breve comparsa. In televisione comparve nel programma di Rai 2 Orgoglio coatto (2001), mentre nel 2003 in Stracult fece nuovamente coppia con l'attore Fabio Traversa (il Fabris di Compagni di scuola) per una serie di sketch. Nonostante la popolarità acquisita, Bernabucci non si fidò mai completamente del cinema e mantenne la sua prima professione di venditore di libri, facendola convivere con quella di attore.

### Morte
È morto a 70 anni il 26 aprile 2014 nella sua casa di via Giulia a Roma; da mesi era ricoverato all'ospedale Fatebenefratelli. A darne la notizia è stato il critico cinematografico Marco Giusti su Twitter. I funerali si sono tenuti il 28 aprile 2014 presso la basilica di San Lorenzo in Damaso a piazza della Cancelleria. È sepolto al Cimitero del Verano di Roma.

## Filmografia

Bernabucci (a sinistra) con Maurizio Mattioli e Massimo Boldi nel film Fratelli d'Italia (1989)

- Compagni di scuola, regia di Carlo Verdone (1988)
- Fratelli d'Italia, regia di Neri Parenti (1989)
- Vacanze di Natale '90, regia di Enrico Oldoini (1990)
- Nel giardino delle rose, regia di Luciano Martino (1990)
- Fantozzi alla riscossa, regia di Neri Parenti (1990)
- Piedipiatti, regia di Carlo Vanzina (1991)
- Faccione, regia di Christian De Sica (1991)
- Il conte Max, regia di Christian De Sica (1991)
- Infelici e contenti, regia di Neri Parenti (1992)
- Fantozzi in paradiso, regia di Neri Parenti (1993)
- Perdiamoci di vista, regia di Carlo Verdone (1994)
- Vacanze di Natale '95, regia di Neri Parenti (1995)
- Croce e delizia, regia di Luciano De Crescenzo (1995)
- Gratta e vinci, regia di Ferruccio Castronuovo (1996)
- Ci vediamo in tribunale, regia di Domenico Saverni (1996)
- Fantozzi - Il ritorno, regia di Neri Parenti (1996)
- Due per tre, regia di Roberto Valentini - serie TV, episodio Abbasso gli uomini (1997)
- Simpatici & antipatici, regia di Christian De Sica (1998)
- Il cielo in una stanza, regia di Carlo Vanzina (1999)
- Tifosi, regia di Neri Parenti (1999)
- Arresti domiciliari, regia di Stefano Calvagna (2000)
- Il pranzo della domenica, regia di Carlo Vanzina (2003)
- L'uomo sbagliato, regia di Stefano Reali (2005)

## Videoclip
- Piotta - Supercafone (1999)

## Riconoscimenti
- Ciak d'oro
  - 1989 – Candidatura al migliore attore non protagonista per Compagni di scuola